# دانه‌شکن زرشکی
دانه‌شکن زرشکی (نام علمی: Pyrenestes sanguineus) نام یک گونه از سرده دانه‌شکن است.